# Brian Goodell

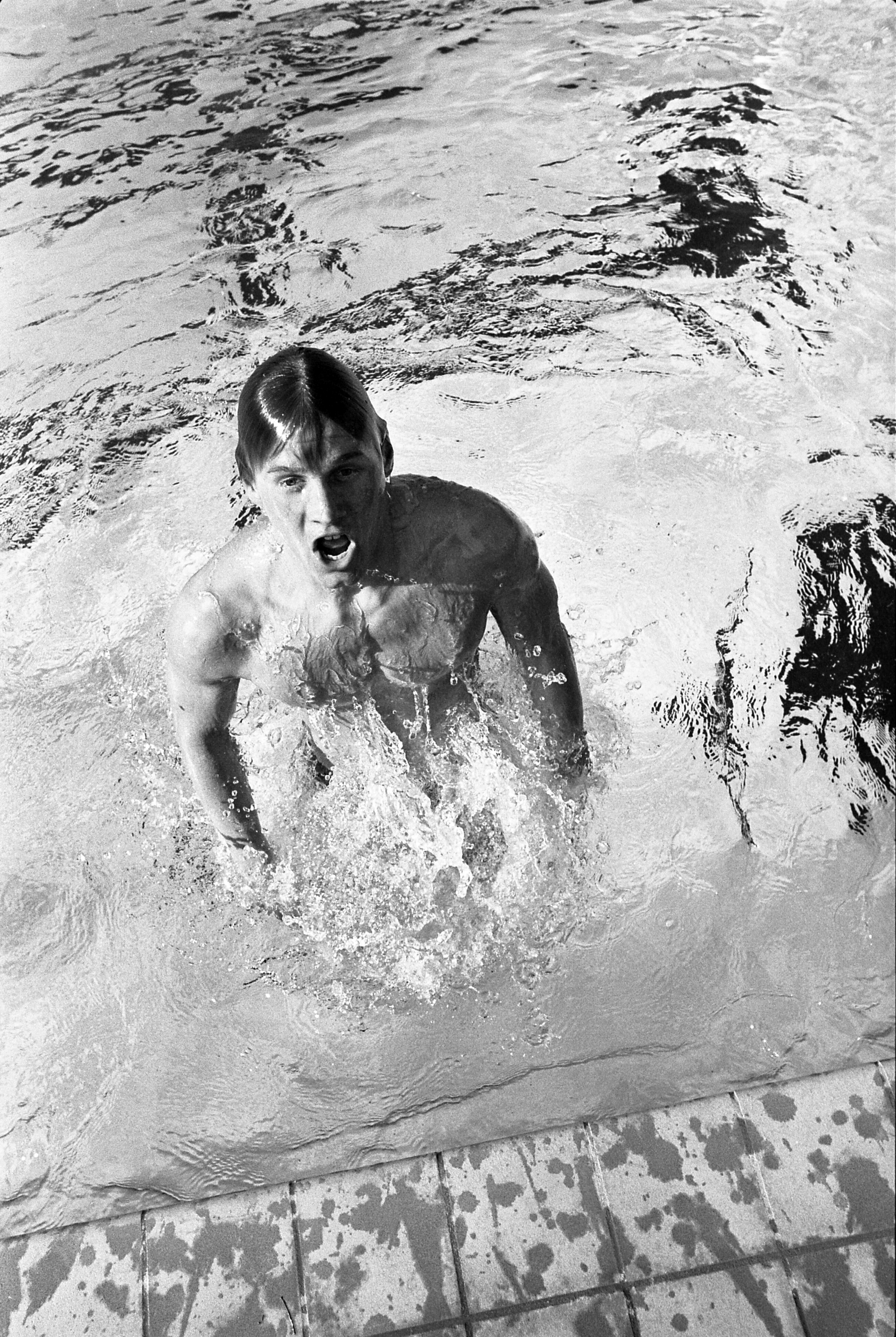
Brian Goodell (1978)

Brian Stuart Goodell (* 2. April 1959 in Stockton, Kalifornien) ist ein ehemaliger US-amerikanischer Schwimmer. Bei den Olympischen Spielen 1976 in Montreal wurde er über 400 Meter und über 1500 Meter Freistil Olympiasieger.

## Sportliche Karriere
Brian Goodell schloss sich 1972 der Trainingsgruppe von Mark Schubert bei den Mission Viejo Nadadores an und besuchte auch die High School in Mission Viejo. Der Durchbruch in die Weltklasse gelang ihm 1975, als er bei den Weltmeisterschaften in Cali die Silbermedaille über 1500 Meter Freistil hinter seinem Landsmann Tim Shaw erhielt.
1976 verbesserte Brian Goodell bei den US Trials den Weltrekord über 400 Meter von Tim Shaw und über 1500 Meter Freistil vom Australier Stephen Holland. Bei den olympischen Schwimmwettbewerben in Montreal gewann er zunächst den Wettbewerb über 1500 Meter Freistil vor seinem Landsmann Bobby Hackett und Stephen Holland. Alle drei Schwimmer blieben unter dem von Goodell bei den US Trials aufgestellten Weltrekord. Fünfter wurde Wladimir Salnikow der den Weltrekord von Goodell vier Jahre später bei den Olympischen Spielen in Moskau verbessern sollte. Zwei Tage später im Endlauf über 400 Meter Freistil gewann Goodell mit neuem Weltrekord vor Tim Shaw, der ebenfalls unter der alten Weltrekordmarke blieb. Der drittplatzierte Wolodymyr Raskatow aus der Sowjetunion lag über drei Sekunden hinter Shaw und blieb über dem alten Weltrekord.
1977 blieb Goodell dominant und wurde vom Fachmagazin Swimming World mit dem Titel Schwimmer des Jahres geehrt. 1978 verbesserte er bei einem Länderkampf gegen die DDR seinen 400-Meter-Freistilweltrekord. 1979 startete er bei den Panamerikanischen Spielen in San Juan. Er gewann die Wettbewerbe über 400 und 1500 Meter Freistil jeweils vor dem Brasilianer Djan Madruga. Seine dritte Goldmedaille gewann er als Startschwimmer der 4-mal-200-Meter-Freistilstaffel, bei der er die 200 Meter Freistil schneller schwamm, als Rowdy Gaines beim Sieg auf der Einzelstrecke. Außer Goodell und Gaines gehörten noch David Larson und Kris Kirchner zur siegreichen US-Staffel. 1980 gehörten alle vier Staffelteilnehmer zum Aufgebot der Vereinigten Staaten für die Olympischen Spiele in Moskau, das wegen des Olympiaboykotts nicht starten durfte. Goodell beendete nach dem Olympiaboykott seine Karriere.
Neben seinen internationalen Erfolgen hatte er zehn Meistertitel der Amateur Athletic Union sowie als Student der University of California, Los Angeles neun College-Meisterschaften der Vereinigten Staaten gewonnen. Im Jahr 1986 wurde Brian Goodell in die Ruhmeshalle des internationalen Schwimmsports aufgenommen. Goodell kehrte nach seinem Studium nach Mission Viejo zurück, wurde Immobilienmakler sowie ehrenamtlicher Stadtrat und fungierte eine Amtszeit als Bürgermeister.